# Hans Scheuerer
Hans Scheuerer (* 18. Oktober 1949 in Weißenbach) ist ein ehemaliger deutscher Fußballschiedsrichter und Verbandsfunktionär. Er leitete von 1984 bis 1996 insgesamt 103 Spiele der Fußball-Bundesliga und war von 1979 bis 2012 Geschäftsführer des Süddeutschen Fußball-Verbandes. Diese Doppelkarriere ist im deutschen Fußball einzigartig.

## Leben

### Frühe Jahre
Scheuerer begann seine Fußballlaufbahn beim SV Frankonia Nürnberg. 1968 gewann er mit den A-Junioren die Nürnberger Kreismeisterschaft. Nach dem Abitur und Militärdienst absolvierte er 1972/73 ein Volontariat bei der Nürnberger Zeitung und ließ sich anschließend in Frankfurt am Main zum Industriekaufmann und Wirtschaftsassistenten ausbilden.

### Berufliche Laufbahn
Von 1977 bis 1979 arbeitete Scheuerer als Sachbearbeiter in der Rechtsabteilung des Deutschen Fußball-Bundes. 1979 übernahm er die Position des Geschäftsführers beim Süddeutschen Fußball-Verband in München, die er 33 Jahre lang bis zu seinem Ruhestand 2012 ausübte.

## Schiedsrichterlaufbahn

### Aufstieg
Scheuerers Aufstieg durch die Schiedsrichterklassen wurde durch berufliche Umzüge von Nürnberg nach Frankfurt und später nach München mehrfach unterbrochen. Der Wechsel nach München 1979 verzögerte seinen Aufstieg in höhere Spielklassen um weitere Jahre, verschaffte ihm jedoch zusätzliche Erfahrung in den Amateurklassen.

### Bundesliga
Mit 35 Jahren stieg Scheuerer 1984 ungewöhnlich spät in die Fußball-Bundesliga auf. Von 1984 bis 1996 leitete er 103 Bundesligaspiele und zusätzlich 67 Partien der 2. Fußball-Bundesliga. Sein 100. Bundesligaspiel war die Partie zwischen dem 1. FC Kaiserslautern und Werder Bremen. Zu den Höhepunkten seiner Karriere zählte das DFB-Pokal-Halbfinale zwischen dem VfL Bochum und dem Hamburger SV am 12. April 1988, das Bochum mit 2:0 gewann. International war er als Schiedsrichterassistent von Markus Merk beim letzten Testspiel Englands vor der Fußball-Europameisterschaft 1996 gegen Ungarn im alten Wembley-Stadion tätig.

### Karriereende
1996 beendete Scheuerer seine aktive Schiedsrichterlaufbahn im Alter von 47 Jahren aufgrund der damaligen DFB-Altersregelung.

## Funktionen nach der aktiven Zeit
Nach dem Ende seiner aktiven Schiedsrichterlaufbahn übernahm Scheuerer verschiedene Funktionen im deutschen Fußball:
- 2007–2019: Mitglied im DFB-Spielausschuss
- 2010–2019: Mitglied der DFB-Schiedsrichterkommission, Beisitzer im Nürnberger Schiedsrichterausschuss, Obmann der Schiedsrichtergruppe München, Vorsitzender des Jugend-Sportgerichts Oberbayern
- Seit 1996 ist er als Schiedsrichterbeobachter von der Regionalliga bis zur Bundesliga tätig und war auch mit 70 Jahren noch aktiv.[1]

## Auszeichnungen
2018: Verbands-Ehrenmedaille in Gold für 50 Jahre als aktiver Schiedsrichter